# Pere Elies i Busqueta
Pere Elies i Busqueta (Terrassa, 27 d'octubre de 1909 - Barcelona, 6 d'octubre de 2002) fou un escriptor, publicista i mestre de llengua catalana català.
Estudià estenografia i comerç, i fou professor de català de la Generalitat Republicana. També va publicar articles al diari L'Acció. Es va dedicar de manera entusiasta i ininterrompuda a la tasca de l'ensenyament del català poc després de la guerra civil espanyola, i organitzà cursets per mitjà d'institucions privades com l'Agrupació Cultural Folklòrica Barcelona o el Centre Comarcal Lleidatà. El 1959 guanyà els Jocs Florals de la Llengua Catalana de [París]. El 1988 va rebre la Creu de Sant Jordi.

## Obres

### Novel·la
- Una societat limitada (1961)
- Joventut alada (1966)
- El vianant (1978)
- Doble llum pel meu balcó (amb rivets metafísics) (1992)

### Poesia
- La riuada (1964)
- A dos corrents (1978)
- Enfilall de sonets (1988)
- Reflexos vitals (1990)
- Escala de febrers (1996)

### Altres
- Ramon Vinyes i Cluet: un literat de gran volada (1972)
- Canigó : diccionari català-castellà, castellà-català  (2001)